# Кир'янов Микола Іванович
Микола Іванович Кір'янов (1921 - 1943) - сержант  Робітничо-селянської Червоної Армії, учасник  німецько-радянської війни, Герой Радянського Союзу (1943).

## Біографія
Микола Кір'янов народився 17 лютого 1921 року в  Твері. Закінчив шість класів залізничної школи і курси сантехніків, після чого працював сантехніком в Калінінському облсантехбуді, потім слюсарем експериментального цеху вагонобудівного заводу. У 1940 році Кір'янов був призваний на службу в Робітничо-селянську Червону Армію. З червня 1941 року - на фронтах німецько-радянської війни. Під час боїв під Мінськом отримав поранення, вдруге був поранений в боях на Дону. До березня 1943 року гвардії сержант Микола Кір'янов командував відділенням 78-го гвардійського стрілецького полку  25-ї гвардійської стрілецької дивізії  6 ї армії  Південно-Західного фронту.
2 березня 1943 року Кір'янов в складі свого взводу, яким командував лейтенант  Широнін, брав участь у відбитті контратак німецьких танкових і піхотних частин біля залізничного переїзду на південній околиці села Таранівка  Зміївского району  Харківської області  Української РСР. Під час відбиття чергової німецької контратаки Кір'янов загинув. Похований у братській могилі на місці бою.
Указом Президіуму  Верховної Ради СРСР від 18 травня 1943 року за «зразкове виконання бойових завдань командування на фронті боротьби з німецькими загарбниками і проявлені при цьому мужність і героїзм» гвардії сержант Микола Кір'янов посмертно був удостоєний звання  Героя Радянського Союзу. Також посмертно був нагороджений  орденом Леніна.
На честь Кір'янова названа вулиця в Твері.